# Permette, Harry Worth
Permette, Harry Worth (My Name Is Harry Worth) è una serie televisiva britannica in 8 episodi trasmessi per la prima volta nel corso di una sola stagione nel 1974.
È una sitcom di breve durata incentrata sulle vicende del maldestro Harry Worth (che interpreta se stesso) il quale si trasferisce in una pensione di proprietà di Mrs. Maybury.

## Personaggi e interpreti
- Harry (8 episodi, 1974), interpretato da Harry Worth.
- Mrs. Maybury (8 episodi, 1974), interpretata da Lally Bowers.
- George Bailey (8 episodi, 1974), interpretata da Reginald Marsh.
È il fratello di Mrs. Maybury che spesso interviene in difesa della sorella.
- Ufficiale di polizia (2 episodi, 1974), interpretato da James Appleby.
- George Bailey (2 episodi, 1974), interpretato da Reginald Marsh.

## Produzione
La serie, ideata da William G. Stewart, fu prodotta da Thames Television. Le musiche furono composte da Nachum Heiman. Il regista è William G. Stewart.

### Sceneggiatori
Tra gli sceneggiatori sono accreditati:
- Ronnie Taylor in 4 episodi (1974)
- George Layton in 3 episodi (1974)
- Jonathan Lynn in 3 episodi (1974)

## Distribuzione
La serie fu trasmessa nel Regno Unito dal 22 aprile 1974 al 17 giugno 1974 sulla rete televisiva ITV. In Italia è stata trasmessa da Rete 4 a partire dal 4 gennaio 1982 con il titolo Permette, Harry Worth.

## Episodi
| Stagione       | Episodi | Prima TV Regno Unito | Prima TV Italia |
| -------------- | ------- | -------------------- | --------------- |
| Stagione unica | 8       | 1974                 | 1982            |